# Baetov
Baetov (in kirghiso Баетов?; in russo Баетово?, Baetovo) è una città del Kirghizistan, capoluogo del distretto di Ak-Talaa.